# Фетисова, Екатерина Андреевна
Екатерина Андреевна Фетисова (узб. Ekaterina Andreevna Fetisova; 3 января 2003 года, Фергана, Ферганская область, Узбекистан) — узбекская спортсменка по художественной гимнастике, мастер спорта Узбекистана, член сборной Узбекистана. Участница III Летних юношеских Олимпийских игр и XXXII Летних Олимпийских игр.

## Карьера
Екатерина начала заниматься гимнастикой в 2008 году в Фергане.
В 2018 году на Чемпионате Азии по художественной гимнастике среди юниоров в Куала-Лумпур (Малайзия) завоевала в многоборье золотую медаль. На Кубке Узбекистана Екатерина завоевала в индивидуальном многоборье бронзовую медаль, а в упражнениях с лентой золото и с обручем серебро. В этом же году принимала участие на Летних юношеских Олимпийских играх в Буэнос-Айресе (Аргентина) в индивидуальном многоборье, но выступила неудачно и в квалификации заняла лишь 20 место.
В 2019 году на Чемпионате Азии по художественной гимнастике в Паттайя (Таиланд) завоевала золотую медаль в командном многоборье и бронзовую медаль в упражнении с обручем. В этом же году на Чемпионате Узбекистана завоевала в индивидуальном многоборье бронзовую медаль, а также в упражнении с обручем и булавой бронзовые медали и в упражнении с мячом золото.
В 2021 году на Чемпионате Азии по художественной гимнастике в Ташкенте Фетисова завоевала в индивидуальном многоборье бронзовую медаль, а с мячом золотую.
5 августа 2021 года стало известно, что Сабина Ташкенбаева заразилась COVID-19 и не сможет принять участие в олимпиаде. Лицензия Сабины была именной, она завоевала ее успешно выступив на этапах Кубка мира в 2021 году. Так как лицензия гимнастки была именная, то она не передавалась другой спортсменке из этой же страны, а по правилам FIG ее получает спортсменка, которая считается первой в резервном списке (список сформирован по итогам чемпионата мира 2019). Первой в списке гимнасток, которые не имеют лицензии оказалась также представительница Узбекистана Екатерина Фетисова. Таким образом Фетисова и заменит Ташкенбаеву в Токио.
На Летних Олимпийских играх выступила не очень уверенно и набрав 75.500 очков, заняла 24 место в квалификации и не прошла в финал.